# Gela (stacja kolejowa)
Gela (włoski: Stazione di Gela) – stacja kolejowa w Gela, w prowincji Caltanissetta, na Sycylii, we Włoszech. Jest największą i najważniejszą stacją na linii Syrakuzy-Gela-Canicattì. Jest to również stacja końcowa linii z Katanii.
| Gela                                            |  |                             |
| Linia Syrakuzy – Gela – Canicattì (236,120 km)  |  |                             |
| Gela ANICodległość: 3,041 km                    |  | Butera odległość: 12,399 km |
| Linia Katania – Caltagirone – Gela (360,155 km) |  |                             |
| Priolo Sottanoodległość: 10,956 km              |  |                             |